# Провиантские склады (Москва)
Провиантские склады — комплекс зданий в стиле ампир в Москве по адресу Зубовский бульвар, дом 2. Одно из немногих крупных московских общественных сооружений 1-й половины XIX века, сохранившихся почти целиком.
В настоящее время архитектурный комплекс является зданием музейного объединения «Музей Москвы» (вход со стороны ул. Остоженка, 48).

## Строительство
До начала стройки здесь располагалась городская слобода с пустовавшими огородными участками и обширными незастроенными владениями бояр Стрешневых возле бывшего Остоженного двора.
Заказчиком строительства выступил Провиантский приказ — ведомство, отвечавшее за снабжение армии провизией. Провиантские склады были построены в стиле ампир в 1829—1835 году Федором Шестаковым с использованием «образцового» проекта Василия Стасова.
Проект «образцового» провиантского склада первоначально был создан Стасовым в 1821 году и повторён им для Москвы. Образцовый проект склада, рассчитанного «на 35 000 кулей», был создан им в Инженерном департаменте в Петербурге в 1821 году (для Воскресенских провиантских складов) и прислан оттуда в Москву перед началом строительства в 1829 году. (Авторство проекта Стасову пришлось доказывать архивными исследованиями; до этого его приписывали, в частности, и Жилярди).
Даты возведения складов по некоторым источникам разнятся. Так, например, указывают даты 1829—1831 годы, или же пишут, что «строительные работы продолжались пять лет с 1830 по 1835 год. Весной 1835 года была произведена побелка всех корпусов. Ограды, двери, ставни и решётки были выкрашены чёрной краской на варёном масле, крыши, жёлобы и водосточные трубы покрасили в красный цвет».

## Описание
Провиантские склады являются одним из немногих крупных общественных сооружений 1-й половины XIX века, сохранившихся почти целиком, и прекрасным образцом подобной утилитарной архитектуры стиля ампир. Хотя их предназначение было изначально утилитарным, но градостроительная эстетика ампира тяготела к единству стилевых архитектурных ансамблей, что требовало создания правильного художественного образа даже для такого практичного здания. По словам Алексея Викторовича Щусева (1873—1949): «Простота архитектурного решения здесь не знает себе равной. Немногочисленные детали убранства прорисованы с исключительным совершенством. Три здания складов, несмотря на тривиальную форму участка, образуют неразрывное единство. Можно смело сказать, что эта группа сооружений чисто утилитарного порядка, окрашенная в простой белый цвет, — одна из лучших в архитектуре Москвы».
Ансамбль включает 3 однотипных складских корпуса, которые создают парадный фронт застройки площади и улицы Остоженка, а также из здания кордергардии во дворе.

### Описание корпуса
«Образцовый» корпус — это прямоугольное каменное 2-этажное здание (30 х 80 м) с высотой этажа в 6 метров. Ширина корпуса делится почти на три равные части с помощью двух внутренних продольных стен в виде двухъярусных аркад. Входы равномерно расположены по всему периметру здания (по 3 на длинных сторонах и по 1 — на коротких).
Монолитные объёмы корпусов отличаются лаконизмом, крупным масштабом членений. «Мощный дорический антаблемент, наклонные стены и сужающиеся кверху „египетские“ дверные проемы придают монументальность ансамблю общественных сооружений».
Продольные фасады корпуса одинаковы по обе стороны здания. Они расчленены креповками на три равнозначных звена (по количеству входов), по оси которых размещены входы и большие полуциркульные проёмы окон 2-го этажа над ними, заглубленные в широкие арочные ниши. То же — на торцевых фасадах. Гладкие стены корпуса только в средних (слегка заглубленных) звеньях продольных фасадов обработаны рустом — до низа окон 2-го этажа. На их уровне на боковых звеньях сделаны неглубокие горизонтальные ниши. Ниже, на глади стен, над окнами 1-го этажа помещены скульптурные венки.
Входные проёмы обрамлены узкими наличниками, поставленными на цоколь, и завершаются пологими фронтонами сандриков. Цоколь и выступающая часть стены до низа окон 1-го этажа образуют 2-ступенное подножие наружных стен здания, наклонных внутрь. Оно увенчивается мощным антаблементом дорического ордера. «Однородность цвета органически объединяет плоскости массивных, по-египетски наклоненных стен, наличники порталов, венчающий дорический пояс из триглифов и прекрасные по рисунку лепные победные венки с лентами — единственные скульптурные детали, украшающие совершенные по силе и красоте здания. В общем облике Провиантских складов не последнюю роль играют относительно высоко поднятые крыши. Ритмический строй их редко поставленных, но найденных по масштабу люкарн, перекликается с рядом полуциркульных окон над порталами въездов. Последние своим трапециевидным построением не только отвечают наклону стен, но и подчёркивают занимаемое ими место в архитектуре зданий. Этой же цели служит тщательно выполненная из белого камня кладка портала, в особенности в его завершающей слегка выгнутой вперёд части, выделяющаяся на фоне оштукатуренных стен. Рисунок клинообразно расположенных камней поражает своим совершенством, одновременно оттеняя монументальность архитектурных форм зданий складов».

### Ансамбль
Хотя Стасов создал проекты зданий, послуживших «строительными ячейками» комплекса, архитектором всего ансамбля является Шестаков. Он расположил массивные корпуса в пространстве тесного, неправильной формы участка, а также стал автором чугунных оград и здания кордегардии, расположенной у задней границы двора.
Комплекс Провиантских складов образован комбинацией трёх «образцовых» корпусов. Такая архитектура «образцового» корпуса, с фасадами, которые как бы образуют цепь сомкнутых равнозначных звеньев, была рассчитана на то, чтобы использовать одно или несколько подобных зданий в условиях городской застройки.
В данном случае эти 3 типовых корпуса образуют цельный монументальный блок, который создаёт парадный фронт застройки площади и Остоженки. «Обращенные к улице торцевые и продольные стены корпусов зрительно объединяются крупными формами арок и порталов. В то же время сложное чередование гладких и рустованных стен и скульптурные венки создают необходимое разнообразие и обогащают общий протяженный фронт фасадов, не нарушая его единства».
М. А. Ильин хвалит архитектурные находки проектировщика ансамбля (хотя ему ещё не известно, что это Шестаков, а не Стасов): «…типовой проект следовало применить в сооружении на Крымской площади на весьма неудобном участке. Градостроительное искусство Стасова проявилось в том, что он, не отступая от высоких архитектурно-художественных качеств своего проекта, так расставил корпуса складов, что они образовали законченную и единую в своем композиционном построении архитектурную группу. Трудности планировочного характера заключались в том, что улица (Остоженка, ныне Метростроевская), на углу которой располагался один из корпусов складов, выходила на Крым скую площадь под углом. Примерно под таким же углом находилась противоположная граница неправильного по форме участка. Следовательно, разместить на этой территории корпуса складов без какого-либо изменения было невозможно. Тем не менее Стасов, не меняя общего архитектурного построения проекта, сумел выйти из трудного положения весьма простым, способом. Корпусу, стоящему на углу улицы, он придал в плане трапециевидную форму, а неприятное для глаза сопоставление корпусов, как бы находивших друг на друга, особенно заметное в глубине участка со стороны площади, он „прикрыл“ сравнительно частой решеткой, состоящей из круглых в сечении стержней, увенчанных наконечниками копий. Тем самым со стороны площади образовался протяженный фронт зданий, наделенный редким архитектурно-художественным единством, цельностью композиции, лаконизмом и выразительностью — теми свойствами, которые так ценились в эпоху русского классицизма».

### Прочее
Кордергардия во дворе отделана 6-колонным портиком.
Между корпусами по линии площади и улицы установлены строгие металлические ограды с мотивами военных трофеев.

## Использование
Московские Провиантские склады изначально строились как хранилище запасов продовольствия для расквартированных рядом военных подразделений — Хамовнических, Спасских, Лефортовских казарм и др.
В течение века склады использовались по прямому назначению — в качестве хранилища продовольствия. Это помогло сохранить первоначальный облик здания.
В дни революционных событий 1917 г. здания служили одним из пунктов обороны правительственных войск. Мемориальная доска на одной из стен гласит:

«Здесь в октябре 1917 года происходили бои Красной гвардии и солдат 193 пехотного запасного полка с юнкерами за захват интендантских складов».
«Днём 28 октября солдаты 55-го запасного пехотного полка, 196-й пехотной стрелковой дружины и „двинцы“, прорвавшись из Замоскворечья через Крымский мост, завязали бой в районе улиц Остоженки и Пречистенки, соединились с красногвардейцами Хамовническо-Дорогомиловского района и совместно с ними повели наступление на здания Катковского лицея и Провиантских складов. К исходу дня 28 октября красногвардейские и солдатские отряды блокировали центр города».

### Гараж
«В начале 1930-х годов территория и здания Провиантских складов были переданы для организации хозяйства автобазы Генштаба РККА. Это полностью нарушило жизнь здания. В 1948 году в процессе историко-архитектурного обследования были выявлены грубые нарушения в эксплуатации зданий Провиантских складов — памятника архитектуры, состоящего на особой государственной охране. Просьба Комитета по делам архитектуры при Совмине СССР о выводе автобазы из помещений Провиантских складов и использовании зданий памятника по прямому назначению под склады, не привели к желаемому результату».
Военные для своих нужд пристроили к зданиям складов массу «неказистых пристроек», внутри возвели бетонные пандусы для генеральских машин.
К началу XXI века хозяином здания была 147-я автобаза грузовых и специальных автомобилей Генштаба (эта автобаза на самом деле находится в ведении главного автобронетанкового управления Минобороны). Последние реставрационные работы проводились здесь в 1980-е годы.
Посетивший склады в 2006 году репортёр описывает свои впечатления так: «Вместе мы идём во внутренний двор, в центре которого нас приветствует полосатая будка неясного предназначения, за нею — широкий белый постамент в виде подъемника для машин, правое отделение которого венчает чёрная „Волга“, а левое — чёрная „Чайка“ (…) С нашим провожатым мы медленно заходим внутрь бывших складов, ныне гаражей. Сколько же здесь странного! Аккуратно вставленное в рамочку указание: „Место для слива отработанного масла“. Древние „пазики“, угрюмо глядящие из углов, возле одного из которых я замечаю разломанный пополам транспарант. Часть его („Сезонному обслуживан“) висит на стене, а вторая („нию — высокое качество“) — стоит рядом в углу» (и т. п.).

### Споры о новом хозяине
Органы государственной охраны памятников истории и культуры Москвы неоднократно, в течение нескольких десятилетий, поднимали вопрос о выводе автобазы из комплекса и его передаче под юрисдикцию профильных ведомств. Договорённость с Министерством обороны по строительству двух мощных автохозяйств взамен и передаче Провиантских складов в собственность города существовала с 1999 года. Но только в 2006 году Провиантские склады, наконец, смогли «окультурить». В августе 2006 года Юрий Лужков и глава МЭРТ Герман Греф подписали протокол, по которому Москве были переданы дом Александра Пушкина на Арбате, Провиантские склады, гостиница «Националь», Елисеевский магазин и Китайгородская стена. В обмен на этот комплекс правительство Москвы построило для Минобороны новую автобазу — на Рублевском шоссе и Бережковской набережной, «вложив порядка одного миллиарда рублей». Собственником земли под складами был АПН, а сам памятник все же находился на балансе Минкульта.
Обсуждалось, кто именно получит здание — желавший его ещё в 2005 году Зураб Церетели (то есть Российская академия художеств, президентом которой он является), Московский Дом фотографии Ольги Свибловой, ГЦСИ и Музей кино и в итоге получивший комплекс Музей истории Москвы.
Публикация уже при Собянине гласит: "По мнению экспертов ЭКОСа, «характер экспонатов Музея Москвы принципиально не соответствует героическому масштабу ампирной архитектуры» памятника. Площади Провиантских складов подходят по меньшей мере для создания крупного центра современных искусств, а этнографическое и краеведческое предназначение выбрано неверно, считают они. Как рассказал «Газете. Ru» Клименко, размещение «краеведческого музея» в Провиантских складах тоже было пожеланием Юрия Лужкова: «Дело даже не в архитектурном проекте, а в самой идее использования такого грандиозного сооружения под краеведческие экспозиции».
В 2006 году, после подписания документов, начался процесс перевода ансамбля Провиантских складов из федеральной собственности в муниципальную с последующей передачей его Государственному учреждению культуры города Москвы «Музейное объединение „Музей Москвы“», который был завершён в 2010 году. Начиная с 2008 г. ансамбль зданий начинает функционировать как его выставочная площадка. «Первым делом мы вывезли с территории комплекса все горючие материалы, сняли 10 слоёв асфальта, пропитанного мазутом», — рассказала корреспонденту «РГ» гендиректор музея Галина Ведерникова.
Подразумевалось, что со временем Музей Москвы переедет туда из своего главного здания на Новой площади — бывшей церкви Иоанна Богослова под Вязом, на которую активно претендует РПЦ. Весной 2011 года было объявлено, что план переезда должен быть разработан до конца мая этого года.
По информации на 2008 год на территории Провиантских складов юридически существовали два земельных участка: один — принадлежащий городу памятник истории со стороны Зубовского бульвара, второй — участок со стороны 1-го Кропоткинского переулка, который принадлежит сторонним собственникам — Минобороны и РИА «Новости».

### Проект реконструкции Лужкова
Параллельно с юридическим оформлением перехода здания в собственность по инициативе Лужкова «несколько лет разрабатывался и проходил согласования проект академика архитектуры Юрия Платонова, предусматривавший возведение дополнительного, четвёртого корпуса, что позволило бы замкнуть периметр зданий. Получившийся внутренний двор планировалось перекрыть стеклянным куполом, а корпуса, помимо прочего, объединить в одно пространство на подземном уровне. Проект вызвал неоднозначную реакцию у архитектурной общественности, в том числе и у главного архитектора города Александра Кузьмина: купол однозначно исказил бы исторический образ памятника и сложившийся архитектурный ансамбль». Со стороны 1-го Кропоткинского переулка к территории памятника примыкает пустой участок (0,68 га), что позволяет, по мысли инноваторов, удвоить музейное пространство.
10 мая 2008 года Юрий Лужков озвучил идею перекрыть двор Провиантских складов. 18 июля 2008 года 5 проектов было представлено на Общественном совете при мэре Москвы. Музейный комплекс должен был занять территорию площадью 2,25 гектара, площадь нового корпуса — 26 300 м², а подземной части музея — 19 500 м².
Предлагавшаяся архитектурная концепция включала использование трёх корпусов для стационарной экспозиции «Москва с древнейших времен до наших дней». В подземном пространстве внутреннего двора предлагалось разместить сервисную зону для посетителей, фондохранилище и другую инфраструктуру Музея. В новом корпусе на прилегающей территории предлагалось создать выставку «Москва будущего» в мультимедийном исполнении, конференц-зал, информационный центр. В пространстве внутреннего двора предполагалось разместить специальный павильон — атриум для общегородских массовых мероприятий, например: День города, Ночь в Музее, Дни наследия и др.
Потенциальная «реконструкция» вызвала резкую критику общественности и активную деятельность Архнадзора. Член президиума совета вице-президент Академии художественной критики Алексей Клименко заявил, что Провиантских складов могут повторить судьбу «Царицыно» — превратиться «в очередной муляж вместо памятника архитектуры». Против «музейного освоения» Провиантских складов возражал и Москонтроль. «Известия» пишут: «Шестаков и Стасов имели неосторожность расположить двор позади, а не впереди главного корпуса, да ещё и окружить его боковыми корпусами. Они не знали, что вид всякого внутреннего двора будет вызывать у городского начальства единственную мысль — о перекрытии. Вероятно, идея перекрыть двор Провиантских складов родилась раньше, чем памятник был передан музею». Любопытно, что активная деятельность по планировке реконструкции началась без правового урегулирования с
собственником второго участка, на котором стоят склады (см. в разделе выше).
После снятия Лужкова с должности мэра угроза была отведена: в октябре 2010 года журналисты пишут «итоги общественного градостроительного совета, состоявшегося на прошлой неделе под председательством временно исполняющего обязанности мэра столицы Владимира Ресина, были расценены как знаковые и встречены аплодисментами. Вердикт был однозначен: купола над Провиантскими складами не будет. Впрочем, идея сооружения подземного пространства, которое объединило бы корпуса в единый комплекс, по-прежнему актуальна. Более того: в качестве возможной перспективы обсуждается возведение дополнительного выхода из метро „Парк культуры“ непосредственно в здание будущего музейного комплекса. Также рассматривается вариант размещения в комплексе депозитария Музеев Московского Кремля — такую версию развития Провиантских складов одобрил в конце минувшей недели министр культуры РФ Александр Авдеев». Тогда же публикации гласят: «сейчас чиновники ведут разговоры в основном о крыше. Освоение подземного пространства — дело решённое».
По ситуации на май 2011 года: «Стеклянную крышу, новый корпус и подземные этажи запретил своим решением Сергей Собянин», и здания сохраняет за собой Музей Москвы.
В настоящее время основным заказчиком работ по реставрации Провиантских складов Правительством Москвы определено Мосгорнаследие. Разрабатывается документация для проведения тендера на проект реставрации и приспособления объекта под музейно-выставочные цели.

### Работа Музея Москвы
В июне 2007 г. на старинной чугунной ограде Провиантских складов появилась вывеска "Музейное объединение «Музей Москвы». Москвичи впервые увидели этот архитектурный комплекс не только со стороны его фасадов, но и интерьеры зданий, в которых разместились первые музейные выставки.
В 2008 г. Музей провёл исследования истории Провиантских складов и окружающей застройки. Это было необходимо для определения оптимальной концепции нового музейного комплекса, его задач и возможностей деятельности в XXI веке. 24 октября 2008 года предложения по реставрации, регенерации и приспособлению под музейные цели рассматривались Экспертно-консультативным общественным Советом (ЭКОС) при главном архитекторе города Москвы. Обсуждались проекты, представленные архитекторами А. В. Кузьминым, Ю. П. Платоновым, М. М. Посохиным с использованием материалов историко-культурных исследований мастерской № 17 «Моспроект-2» (Е. Ю. Дутлова, А. А. Пономарев). Визуально — ландшафтный анализ подготовлен мастерской № 20 (Е. Г. Никулина, И. В. Крылова). Предложения архитекторов были увязаны с концепцией размещения Музея Москвы и рассмотрены на заседании Правительства Москвы.
Указанные предложения опирались на имеющийся международный опыт развития музеев городов. В современной международной музейной практике в большинстве столиц государств титульные городские музеи представляют собой крупные многофункциональные центры социальной жизни, образования и культуры. Их площадь составляет от 40 до 120- тыс. м² как например в Шанхае. Музеи городов, как правило, имеют сеть филиалов — исторических зданий и сооружений в дополнение к центральному музейному комплексу. Они обладают всей современной инфраструктурой и являются привлекательными для жителей и гостей города.
В 2011 году Музей Москвы полностью освободил здание Храма Иоанна Богослова под Вязом и переехал в объект культурного наследия «Провиантские склады». В новые помещения комплекса зданий на Зубовском бульваре было перевезено более 990 000 музейных предметов — всё обширное и разнообразное собрание Музея Москвы: коллекция мебели, городского костюма, изобразительного и прикладного искусства, документальных источников по истории Москвы, фонд фотографий, редкой книги, археологических находок, нумизматики, фарфора и др.
Сегодня посетители могут увидеть в Провиантских складах воссозданные экспозиции: «Древняя и средневековая Москва», «Москва XVIII—XIX вв.» и новые: «Москва. XX век. Лица эпохи», «Московская битва. Начало Великой Победы», а также региональные и международные выставки. В 2012 году Музей представил Ученому Совету концепцию экспозиции «Москва — город непрерывного развития».
Для юных москвичей Музей проводит разнообразные интерактивные программы: «Дорогами предков», «Солнечная столица», «Военное детство» и экскурсии: «Здравствуй, Музей!», «От поселения до столицы», «Московская битва». Реальность современной жизни в Москве диктует требования к музею города: он должен стать общим и интересным для многократного посещения группами горожан и туристов, использовать многообразные методы просветительной работы.
В настоящее время создана рабочая группа для разработки нового образа Музея Москвы в XXI веке с участием архитекторов, исследователей истории Москвы, дизайнеров и технологов. Данный проект будет представлен широкому кругу специалистов и посетителей для анализа и предложений.